# حاجی اسماعیل‌لی
حاجی اسماعیل‌لی (به لاتین: Hacıismayıllı) یک منطقه مسکونی در جمهوری آذربایجان است که در شهرستان جلیل‌آباد واقع شده‌است. حاجی اسماعیل‌لی ۵۱۲ نفر جمعیت دارد.